# Sven Sonnenberg
Sven Sonnenberg (Berlino, 19 gennaio 1999) è un calciatore tedesco, difensore del Saarbrücken.

## Carriera

### Club
Cresciuto nel settore giovanile del Colonia, nella stagione 2018-2019 ha fatto parte della rosa della squadra riserve. Nel 2019 viene acquistato dall'Hansa Rostock, con cui trascorre un biennio in terza divisione. Il 2 agosto 2021 firma un contratto triennale con l'Heracles Almelo. Il 16 novembre successivo ha esordito in Eredivisie, disputando l'incontro perso per 4-2 contro il Go Ahead Eagles.

### Nazionale
Ha giocato nelle nazionali giovanili tedesche Under-16, Under-17 ed Under-18.

## Statistiche

### Presenze e reti nei club
Statistiche aggiornate al 6 febbraio 2022.
| Stagione             | Squadra              | Campionato           | Campionato | Campionato | Coppe nazionali | Coppe nazionali | Coppe nazionali | Coppe continentali | Coppe continentali | Coppe continentali | Altre coppe | Altre coppe | Altre coppe | Totale | Totale |
| Stagione             | Squadra              | Comp                 | Pres       | Reti       | Comp            | Pres            | Reti            | Comp               | Pres               | Reti               | Comp        | Pres        | Reti        | Pres   | Reti   |
| -------------------- | -------------------- | -------------------- | ---------- | ---------- | --------------- | --------------- | --------------- | ------------------ | ------------------ | ------------------ | ----------- | ----------- | ----------- | ------ | ------ |
| 2018-2019            | Colonia II           | RL                   | 20         | 2          |                 | -               | -               |                    | -                  | -                  |             | -           | -           | 20     | 2      |
| 2019-2020            | Hansa Rostock        | 3L                   | 32         | 1          | CG              | 1               | 0               |                    | -                  | -                  |             | -           | -           | 33     | 1      |
| 2020-2021            | Hansa Rostock        | 3L                   | 30         | 0          | CG              | 0               | 0               |                    | -                  | -                  |             | -           | -           | 30     | 0      |
| Totale Hansa Rostock | Totale Hansa Rostock | Totale Hansa Rostock | 62         | 1          |                 | 1               | 0               |                    | -                  | -                  |             | -           | -           | 63     | 1      |
| 2021-2022            | Heracles Almelo      | ED                   | 4          | 0          | CO              | 1               | 0               |                    | -                  | -                  |             | -           | -           | 5      | 0      |
| Totale carriera      | Totale carriera      | Totale carriera      | 86         | 1          |                 | 2               | 0               |                    | -                  | -                  |             | -           | -           | 88     | 1      |

## Palmarès

### Club

#### Competizioni nazionali
- Eerste Divisie: 1

Heracles Almelo: 2022-2023